# Doro Merande
Doro Merande (31 de marzo de 1892-1 de noviembre de 1975) fue una actriz teatral, cinematográfica y televisiva estadounidense.

## Biografía
Nacida en Columbus, Kansas, su verdadero nombre era Dora Matthews. Se crio en internados en Míchigan, ya que quedó huérfana a temprana edad. Más adelante se fue a la ciudad de Nueva York con la intención de dedicarse a la actuación. Obtuvo su primer papel en una pequeña compañía de teatro de verano en Massachusetts, aunque su carrera artística se inició con la Jules Levanthal Company. Debutó en el circuito de Broadway con el papel de Sophie Tuttle en la obra Loose Moments en 1935, actuando posteriormente en One Good Year, Red Harvest, y Angel Island. Su primer papel teatral de importancia llegó con Our Town, obra de Thornton Wilder, repitiendo su personaje en la versión cinematográfica de 1940.
Merande trabajó más adelante con Leo G. Carroll en Lo and Behold, en The Rat Race con Betty Field, y en The Silver Whistle con José Ferrer. Junto a Clifton Webb actuó en Mr. Belvedere Rings The Bell, con Walter Huston en Apple of His Eye, y con Franchot Tone en Hope For Your Best. Su última interpretación en Broadway tuvo lugar en 1969 en una adaptación de The Front Page, obra en la que encarnaba a una mujer de la limpieza, tal y como había hecho en las versiones cinematográfica y televisiva.
En el cine, Merande hizo muchos pequeños papeles a partir de los primeros años 1930, consiguiendo su primer personaje de importancia en 1940, en Our Town, film basado en la obra teatral en la que ella había trabajado previamente.
Doro Merande acudió al aniversario de la sitcom The Honeymooners, junto a Jackie Gleason y Art Carney, en Florida. Poco después, en 1975, falleció a causa de un accidente cerebrovascular en el Hospital Jackson Memorial, en Miami, Florida, a los 83 años de edad. Ella no se había casado nunca. Sus restos fueron incinerados, y las cenizas esparcidas.

## Filmografía

### Cine
- Interference, de Lothar Mendes y Roy Pomeroy (1928).
- Personal Maid, de Monta Bell y Lothar Mendes (1931).
- Wayward, de Edward Sloman (1932).
- State Fair, de Henry King (1933).
- Bondage, de Alfred Santell (1933).
- Zoo in Budapest, de Rowland V. Lee (1933).
- Moonlight and Pretzels, de Karl Freund (1933).
- Navy Wife, de Allan Dwan (1935).
- Bad Boy, de John G. Blystone (1935).
- The Star Maker, de Roy Del Ruth (1939).
- Our Town, de Sam Wood (1940).
- The Snake Pit, de Anatole Litvak (1948).
- Cover Up, de Alfred E. Green (1949).
- Mr. Belvedere Rings the Bell, de Henry Koster (1951).
- The Whistle at Eaton Falls, de Robert Siodmak (1951).
- The Seven Year Itch, de Billy Wilder (1955).
- El hombre del brazo de oro, de Otto Preminger (1955).
- The Remarkable Mr. Pennypacker, de Henry Levin (1959).
- The Gazebo, de George Marshall (1959).
- El cardenal, de Otto Preminger (1963).
- Bésame, tonto, de Billy Wilder (1964).
- ¡Que vienen los rusos!, de Norman Jewison (1966).
- Hurry Sundown, de Otto Preminger (1967).
- Skidoo, de Otto Preminger (1968).
- Change of Habit, de William A. Graham (1969).
- Making It, de John Erman (1971).
- Primera plana, de Billy Wilder (1974).

### Televisión
- Armstrong Circle Theatre – serie TV, un episodio (1952).
- Lux Video Theatre – serie TV, un episodio (1953).
- Suspense – serie TV, un episodio (1953).
- Omnibus – serie TV, un episodio (1953).
- Kraft Television Theatre – serie TV, 2 episodios (1953-1954).
- Valiant Lady – serie TV (1953).
- The United States Steel Hour – serie TV, un episodio (1957).
- Steve Canyon – serie TV, un episodio (1958).
- Alfred Hitchcock Presents – serie TV, un episodio (1958).
- The Phil Silvers Show – serie TV, 2 episodios (1959).
- Playhouse 90 – serie TV, 2 episodios (1957-1959).
- New Comedy Showcase – serie TV, un episodio (1960).
- Bringing Up Buddy – serie TV, 35 episodios (1960-1961).
- Thriller – serie TV, un episodio (1961).
- The New Breed – serie TV, un episodio (1961).
- The Defenders – serie TV, un episodio (1962).
- Sam Benedict – serie TV, un episodio (1963).
- The Twilight Zone – serie TV, un episodio (1963).
- The Front Page – telefilm (1970).
- The Jackie Gleason Show – serie TV, 3 episodios (1966-1970).